# Monomorium armstrongi
Monomorium armstrongi är en myrart som beskrevs av Mcareavey 1949. Monomorium armstrongi ingår i släktet Monomorium och familjen myror. Inga underarter finns listade i Catalogue of Life.